# Macrotomoderus minor
Macrotomoderus minor là một loài bọ cánh cứng trong họ Anthicidae. Loài này được Pic miêu tả khoa học năm 1934.